# Oxidercia amita
Oxidercia amita là một loài bướm đêm trong họ Noctuidae.